# Ilocano
Pour les articles homonymes, voir ilo.
L’ilocano (parfois ilokano, nom natif ti pagsasao nga Iloco ; parfois Iluko, Iloco, Iloco, Ylocano ou Yloco) est une langue appartenant au groupe malayo-polynésien occidental de la famille des langues austronésiennes. Il est parlé aux Philippines par environ 7,7 millions de locuteurs représentant 11,5 % de la population totale du pays, principalement dans la partie nord de Luçon. Comprise par près de 10 millions de Philippins, c'est la troisième langue du pays.